# La Vierge d'Istanbul
Pour plus de détails, voir Fiche technique et Distribution.

Priscilla Dean et Wheeler Oakman

La Vierge d'Istanbul (The Virgin of Stamboul)  est un film muet américain de Tod Browning, sorti en 1920, et le premier succès de son auteur, grand réalisateur américain, dont le film Freaks (1932) est reconnu comme un chef-d'œuvre du cinéma mondial. La Vierge d'Istanbul est une comédie sentimentale étonnante, imprégnée de fantasmes de l'imagerie orientaliste.
Le titre avant distribution était aux États-Unis The Beautiful Beggar (La Belle Mendiante).

## Synopsis
Le capitaine Pemberton tombe amoureux de Sari, une jolie mendiante de Constantinople. Un jour, Sari voit le riche cheikh Hamid Pasha frapper un jeune Américain à mort. Afin de la contraindre au silence, Hamid décide d'épouser Sari pour qu'elle fasse partie de son harem. Apprenant cela, Pemberton soudoie quelqu'un pour que ce soit son nom qui soit utilisé pendant la cérémonie. Hamid kidnappe le couple, et les emprisonne dans sa forteresse dans le désert. Sari arrive à s'échapper et chevauche jusqu'au campement de la troupe que commande Pemberton. Ils arrivent au moment où Pemberton et Hamid sont en train de se battre et Sari se rue aux côtés de son mari après que ce dernier a donné le coup fatal au cheikh.  

## Fiche technique
- Titre original : The Virgin of Stamboul
- Réalisateur : Tod Browning
- Assistants réalisateur : Leo McCarey, Frank Messenger, Fred Tyler
- Scénaristes : Tod Browning et William Parker, d'après une nouvelle de H.H. Van Loan
- Photographie : William Fildew
- Montage : Viola Mallory
- Musique : Max Winkler
- Production : Carl Laemmle
- Société de production : The Universal Film Manufacturing Company
- Société de distribution : The Universal Film Manufacturing Company
- Pays de production :  États-Unis
- Langue originale : anglais
- Format : noir et blanc — 35 mm — 1,37:1 — Film muet
- Genre : Aventure
- Durée : 70 minutes
- Dates de sortie : 
  - États-Unis : 21 mars 1920 (première au Moss's Broadway Theatre à New York)
  - France : 28 janvier 1921
- Licence : domaine public

## Distribution
- Priscilla Dean : Sari
- Wheeler Oakman : le capitaine Carlisle Pemberton
- Wallace Beery : Ahmed Hamid
- Clyde Benson : un diplomate
- E. Alyn Warren : Youssef Bey
- Nigel De Brulier : capitaine Kassari
- Edmund Burns : Hector Baron
- Eugenie Forde : la mère de Sari
- Ethel Ritchie : Resha
- Yvette Mitchell
- C.E. Collins : un mendiant aveugle (non crédité)
- Bertram Johns (non crédité)